# Polyrhachis tubifera
Polyrhachis tubifera é uma espécie de formiga do gênero Polyrhachis, pertencente à subfamília Formicinae.